# Курт Хаммел
Ку́рт Элизабет Ха́ммел (англ. Kurt Elizabeth Hummel) — персонаж американского музыкального телесериала «Хор». Курт, роль которого исполняет актёр Крис Колфер, задумывался как интересующийся модой гомосексуал-контратенор, над которым постоянно издеваются в школе. С момента первого появления персонажа в пилотной серии он стал членом хорового клуба «Новые горизонты» в вымышленной средней школе МакКинли в городе Лайма, штат Огайо. События, описываемые в первом сезоне сериала, затрагивают процесс осознания Куртом собственной личности, психологические и социальные проблемы после его каминг-аута, а также романтические чувства к Финну Хадсону, гетеросексуальному квотербеку школьной футбольной команды и лидеру хорового клуба, который позже становится его сводным братом.
Во втором сезоне Курт становится студентом мужской академии Далтон и членом хора «Соловьи», который является соперником «Новых горизонтов». Там же он знакомится с Блейном Андерсоном — открытым геем, который становится возлюбленным Курта. Отношения Курта и Блейна были положительно восприняты критиками, а издание New York Post назвало их «одной из любимых телевизионных пар тысячелетия». Позже Курт возвращается в школу МакКинли, но продолжает свои отношения с Блейном.
Солируя в хоре, Курт зачастую исполняет женские партии, что становится возможным благодаря его высокому голосу. Исполнитель роли Крис Колфер, который сам является открытым геем, описывает своего персонажа как уверенную личность, несмотря на то, что он — типичный подросток со своими проблемами и страхами. Игра Колфера была отмечена похвалой критиков и несколькими наградами, в том числе премией «Золотой глобус» в номинации «Лучший актёр второго плана в сериале или мини-сериале», номинациями на «Эмми» в категории «Лучший актёр второго плана в комедийном телесериале». В апреле 2011 года Крис Колфер попал в список самых влиятельных людей мира «Time 100» по версии журнала Time.

## Кастинг и создание
До того, как попасть в актёрский состав сериала «Хор», Крис Колфер не имел профессионального актёрского опыта. Изначально он рассматривался на роль Арти Абрамса и на прослушивании исполнял композицию «Mr. Cellophane» из бродвейского мюзикла «Чикаго». Создатель сериала Райан Мёрфи был настолько впечатлён вокальными данными Криса, что специально для него придумал персонажа Курта Хаммела, а чтобы сохранить количество участников хорового клуба, герой по имени Раджеш был убран из сценария. Имя персонажа заимствовано у Курта фон Траппа из мюзикла «Звуки музыки», в одной из адаптаций которого Колфер сыграл в детстве. Фамилия Хаммел происходит от названия фарфоровых статуэток Hummel. В одном из интервью Колфер прокомментировал, что Мёрфи выбрал именно это название, так как увидел сходство у персонажа и статуэток в румянце на щеках. Мёрфи положительно высказывался о Колфере, несмотря на отсутствие актёрского опыта: «Просто я думал, что он настолько талантливый, одарённый и необычный, что я никогда раньше не видел никого похожего на него, кто играет как он или поёт как он. Можно подумать, что он шесть лет учился в Джульярдской школе, но это не так».
Кристофер рассказал о своих ощущениях после того, как получил роль: «Я был счастлив быть частью чего-то нового и необычного, что так необходимо в наше время. Хорошо иметь что-то позитивное, особенно для детей из небольших городов, таких как я, которые нуждаются в том, чтобы их слегка взбодрили». В течение сериала Курт дважды был показан в детском возрасте. В эпизоде «Grilled Cheesus» восьмилетнего Курта сыграл актёр Адам Колкин. Несмотря на то, что на момент прослушивания Колкину было тринадцать лет, он получил роль большей частью благодаря тому, что его сходство с Колфером было «таким сверхъестественным, что даже кастинг-директора опешили». В эпизоде «The Substitute» руководитель хора и преподаватель Уилл Шустер (Мэттю Моррисон) заболевает гриппом и галлюцинирует, воображая студентов в дошкольном возрасте, в том числе и Курта, где он предстаёт ребёнком.
В декабре 2010 года Мёрфи заявил, что актёрский состав «Хора» сменится после третьего сезона, так как основные герои уже должны будут закончить обучение в школе: «Каждый год мы будем раскручивать новую группу. Нет ничего более удручающего, чем школьник с лысиной». Он также добавил, что некоторые из оригинальных персонажей останутся на начало 2012 года, а в июле 2011 года уточнил, что Колфер будет в числе актёров, которые покинут сериал после окончания третьего сезона. Колфлер отреагировал на слова Мёрфи: «Мы знали с самого начала, когда шоу стартовало, что персонажи будут расти и их придётся заменить. Я не думал, что подобное произойдёт так скоро, но был уверен, что произойдёт». Несмотря на заявление Мёрфи, его коллега по работе над проектом Брэд Фэлчак рассказал, что хотя Крис Колфер вместе с актёрами Лией Мишель и Кори Монтейтом в финале третьего сезона будут выпускниками, это не означает, что они покинут шоу: «Мы никогда не планировали их просто отпустить».

## Сюжетные линии

### Первый сезон
В пилотном эпизоде Курт прослушивается в школьный хоровой клуб «Новые горизонты» и исполняет партию «Mr. Cellophane» из мюзикла «Чикаго». Несмотря на то, что он скрывает свою сексуальную ориентацию, многие из членов хора предполагают, что он гей. Он рассказывает об этом своей коллеге по хору Мерседес Джонс (Эмбер Рейли) в эпизоде «Acafellas», когда она пытается завязать с ним романтические отношения. В следующем эпизоде, «Preggers», Курт присоединяется к школьной футбольной команде в качестве игрока, чтобы произвести впечатление на своего овдовевшего отца, Барта Хаммела (Майк О’Мэлли). Несмотря на отсутствие опыта в футболе, Курту удаётся помочь команде выиграть первую игру, забросив решающий мяч. Его растущая уверенность в себе приводит к тому, что он совершает каминг-аут — признаётся своему отцу, что гомосексуален. Отец не только поддерживает Курта, но и сообщает, что ему уже давно известно о том, что его сын — гей. Курт покидает футбольную команду в эпизоде «Mash-Up», когда тренер Кен Танака (Патрик Галлахер) заставляет игроков выбирать между хором и футболом.
Курт соперничает с главной солисткой хора, Рейчел Берри (Лиа Мишель), за право исполнять женскую сольную партию «Defying Gravity» из мюзикла «Злая», но после того, как Барт получает анонимный звонок с угрозой от гомофобов, Курт сознательно пропускает высокую ноту на прослушивании, чтобы оградить отца от переживаний и не подливать масла в огонь исполнением женских партий в хоре. В эпизоде «Ballad» в напарники Курту по исполнению любовных баллад достаётся лидер хора и футболист Финн Хадсон (Кори Монтейт), к которому Курт испытывает романические чувства. Зная, что Рейчел также заинтересована Финном, он пытается выставить её в невыгодном свете. В серии «The Power of Madonna» Курт и Мерседес, недовольные своими ролями второго плана на выступлениях хора, становятся солистами школьной команды поддержки. Мерседес вскоре уходит из команды, в то время как Курт остаётся и участвует вместе с ними в национальном конкурсе. Финн узнаёт, что его мать, Кэрол Хадсон (Роми Роусмонт), познакомилась с отцом Курта, однако не догадывается, что Курт подстроил их знакомство, чтобы получить шанс завязать отношения с Финном. Первоначально недовольный появлением мужчины в жизни его матери, Финн скоро сближается с Бартом, что становится причиной ревности Курта. Барт посещает вместе с Финном футбольные матчи и другие мероприятия, к которым Курт не проявлял интереса. Курт решает привлечь внимание своего отца, кардинально изменив свой стиль и привычки, сделав их более, по его мнению, мужественными. Он подражает отцу в стиле одежды, нося бейсболки, рубашки и вещи грубого покроя, говорит с ним о его любимом исполнителе, Джоне Мелленкампе, и приводит домой девушку из хора, Британни Пирс (Хизер Моррис), подстроив так, чтобы отец застал их в момент поцелуя. В итоге отец объясняет Курту, что любит его таким, какой он есть. В эпизоде «Theatricality» Барт приглашает Кэрол и Финна переехать в их с Куртом дом. Зная о влечении Курта к нему, Финн испытывает дискомфорт, поскольку ему приходится делить с ним одну комнату. В надежде сделать приятное Финну, Курт меняет дизайн их комнаты, но получает обратный эффект — Финн недоволен результатом и жалуется на отсутствие личного пространства. В один из моментов, когда Курт признался Финну в своих чувствах, Финн выходит из себя и грубо обзывает его. Услышав, что Финн использует сленг гомофобов в отношении его сына, Барт встаёт на его защиту и выгоняет Финна из дома. Несмотря на конфликт с Куртом и его отцом, Финн защищает Курта от школьных хулиганов, согласившись надеть платье в стиле Леди Гага и признав, что наружность менее важна, чем сплочённость.

### Второй сезон
В третьем эпизоде второго сезона, «Grilled Cheesus», у Барта случается сердечный приступ. Он проводит в коме несколько дней, в то время как Курт тяжело переживает потенциальную возможность потерять отца. Члены хора исполняют религиозные песни, чтобы утешить его, но Курт, который не верит в бога, начинает чувствовать себя всё более отчуждённым от друзей. Когда Барт приходит в себя, Курт берёт на себя хлопоты по его реабилитации. В эпизоде «Duets» Курт подозревает нового участника хора Сэма Эванса (Корд Оверстрит) в гомосексуальности и выбирает его в качестве напарника в дуэте. Финн пытается отговорить Курта от дружбы с Сэмом, думая, что из-за и без того незавидного положения хористов в школе и Курта как единственного гея Сэм станет мишенью для насмешек, которые могут вынудить его покинуть коллектив. Курт отказывается от сотрудничества с Сэмом и исполняет импровизированный дуэт с самим собой, спев композицию «Le Jazz Hot!» из музыкального фильма «Виктор/Виктория». Рейчел начинает переживать за Курта, понимая, насколько он несчастен и как ему тяжело быть единственным открытым геем в школе. Она решает показать ему, что он не одинок и остальные хористы высоко его ценят, исполнив с ним дуэтом песни «Get Happy» и «Happy Days Are Here Again» Джуди Гарленд и Барбары Стрейзанд.
В эпизоде «Never Been Kissed» Курт отправляется шпионить за хоровым клубом академии Далтон, с которым «Новые горизонты» должны столкнуться в отборочном конкурсе, и встречает Блейна Андерсона (Даррен Крисс) — открытого гея и студента академии. Блейн оказывает внимание Курту во время исполнения песни «Teenage Dream». Курт признаётся Блейну, что ему угрожают школьные гомофобы, на что Блейн отвечает, что нужно уметь постоять за себя. Во время очередной нападки одного из хулиганов, Дейва Карофски, который ударяет Курта о шкафчик, Курт пытается дать ему отпор, и Карофски неожиданно целует его. Прежде, чем он успел поцеловать его во второй раз, Курт отталкивает его. Курт и Блейн пытаются поговорить с Карофски наедине о его скрытой гомосексуальности, которую он долгое время выражал в форме агрессивной гомофобии, однако Карофски отрицает факт поцелуя. Конфронтация усиливается, и Карофски угрожает Курту, что убьёт его, если тот расскажет кому-нибудь об их поцелуе. Когда Барт узнаёт об угрозе его сыну, он добивается для Карофски исключения из школы. Барт женится на матери Финна, Кэрол, но когда решение педагогического совета об исключении Карофски отменяется, Барт и Кэрол решают потратить отложенные на медовый месяц деньги на перевод Курта в частную школу Далтон, в которой действует правило абсолютной нетерпимости к любого рода издевательствам или ущемлениям прав.
В Далтоне Курт присоединяется к хору «Соловьи». Когда «Новые горизонты» и «Соловьи» встречаются в отборочном конкурсе, они делят первое место, и обе команды получают право участвовать в региональном соревновании. Курт и Блейн становятся хорошими друзьями, и через какое-то время Курт понимает, что влюблён в Блейна, хотя Блейн не воспринимает его как потенциального партнёра. В эпизоде «Original Song» Блейн осознаёт свои истинные чувства к Курту, и они впервые целуются. К разочарованию Курта, «Соловьи» проигрывают «Новым горизонтам» в региональном турнире, а в серии «Born This Way» Курт возвращается в школу МакКинли. Карофски уверяет его, что сожалеет о своих угрозах и о том, что издевался над ним, и теперь сам борется против насилия в школе вместе с участницей хора Сантаной Лопес (Ная Ривера).
Курт приглашает Блейна на младший выпускной вечер в серии «Prom Queen». Гости приветствуют Карофски, избранного королём бала, и ошеломлены новостью, что королевой бала выбран Курт Хаммел, которого тайно добавили в список. Расстроенный и униженный Курт в слезах покидает вечеринку, но успокаивается и возвращается на свою коронацию со словами «Завидуй, Кейт Миддлтон». Фраза вызывают бурю оваций. Традиционный танец между королём и королевой бала ставит Карофски в неудобное положение, и он отказывается танцевать с Куртом; его место занимает Блейн. В финале сезона хор едет на национальный конкурс в Нью-Йорк. Курт и Рейчел пробираются на сцену Gershwin Theatre, где ставят мюзикл «Злая» и исполняют композицию «For Good». Они оба решают вернуться в Нью-Йорк после окончания учёбы. «Новые горизонты» занимают двенадцатое место в национальном конкурсе, а по возвращении Курта в Огайо, он и Блейн признаются друг другу в любви.

### Третий сезон
В первой серии третьего сезона, стартовавшего 20 сентября 2011 года, Курт вместе с Рейчел решают по окончании школы поступать в Нью-Йоркскую академию театральных искусств и, оценив конкуренцию, решают начать дополнительно заниматься. Чтобы увеличить свой авторитет, Курт выдвигает свою кандидатуру на пост президента старших классов. Помимо этого, он уговаривает Блейна перевестись в МакКинли, и тот соглашается, становясь новым членом хора «Новые горизонты». Когда Уилл Шустер решает поставить с хором мюзикл «Вестсайдская история», Курт вместе с Блейном прослушивается на главную роль Тони. Курт подслушивает разговор судей, которые называют его недостаточно мужественным для роли. Это расстраивает Курта; фаворитом на роль становится Блейн, однако позже Курт после недолгой обиды мирится с ним, даря букет цветов. Роль Тони получает Блейн, а Курт — роль офицера Крупке.
В эпизоде «The First Time» Курт беседует с Блейном о сексе, на что Блейн отвечает, что пока не готов. Он ревнует Блейна, когда тот знакомится с новым членом «Соловьёв» академии Далтон Себастьяном Смайтом (Грант Гастин), который открыто оказывает ему знаки внимания даже после того, как Блейн сообщает о своих отношениях с Куртом. Себастьян предлагает им сходить в гей-бар, где Блейн напивается и весь вечер танцует с Себастьяном. Курт встречает в баре Карофски, который советует ему действовать и не упускать Блейна. Блейн напивается и после, когда Курт пытается отвезти его домой, предлагает ему заняться сексом в автомобиле. Это приводит Курта в бешенство: он счёл неприемлемым для Блейна предлагать такое, будучи пьяным и после того, как весь вечер провёл с другим парнем; они ссорятся, и Блейн уходит домой пешком. На следующий день, после успешной премьеры «Вестсайдской истории», Курт застаёт Блейна на сцене во время репетиции. Блейн извиняется перед ним за вчерашнее поведение и говорит, что не променяет его на Себастьяна и не хотел портить важный для него момент. Он приглашает Курта к себе домой, где оба впервые занимаются сексом.
В эпизоде «I Kissed a Girl» становятся известны результаты выборов. Курт побеждает с отрывом в 190 голосов, однако это невозможно, так как количество бюллетеней превышает количество голосовавших студентов. Курт уверяет, что он не жульничал, хотя и думал об этом. Директор Фиггинс аннулирует результаты Курта; победа достаётся Бриттани. Курт расстроен, что не получил главную роль в «Вестсайдской истории», а теперь и проиграл на выборах, а значит хорошее резюме для Нью-Йоркской академии ему не собрать, однако при поддержке Блейна он всё равно отсылает вступительное заявление. Рейчел признаётся, что подтасовала результаты ради победы Курта, в результате чего попадает в неприятности.

### Четвёртый сезон
Курт переезжает в Нью-Йорк и живёт там вместе с Рейчел, работает у Изабель Райт. В эпизоде «The Break-Up» расстается с Блейном. Начинает встречать с участником университетского хора, что продолжается недолго.

### Пятый сезон
В первом эпизоде Блейн делает Курту предложение. Блейн поступает в НЙАДИ и живёт в Нью-Йорке с Куртом, Рейчел и Сантаной, но вскоре вместе с Куртом он принимает решение съехать.

### Шестой сезон
В шестом сезоне Курт вместе с Рейчел становятся руководителями хора. Завлечь подростков в клуб им помогают выпускники МакКинли. В эпизоде «A Wedding» Курт и Блейн женятся вместе с Сантаной и Бриттани. В 2020 году Рейчел становится суррогатной матерью для Курта с Блейном.

## Характеристика
По словам Криса Колфера, создатели сделали образ Курта чрезмерно ярким и вычурным, и актёр заявил, что не хочет использовать такой подход к роли и что создатели перестарались. Колфер рассказал, что Курт делает ставку на свой внешний вид, который придаёт ему уверенности. В более поздних эпизодах он переживает кризис личности, пытаясь осознать и принять себя таким, какой он есть: «Он крутой парень в дизайнерской одежде». Сравнивая Курта со своим собственным образом, Колфер отмечает, что в отличие от него, Курт более яркий, нахальный и высокомерный, в то время как сам Крис никогда не слышал о таком дизайнере одежды, как Марк Джейкобс до того, как Курт сделал на него ссылку в пилотном эпизоде. В эпизоде второго сезона «Grilled Cheesus» выясняется, что Курт — атеист, и Мёрфи объясняет жизненную позицию персонажа следующим образом: «Курт на весь мир заявляет: „Докажите, если это неверно. Если Бог есть доброта и любовь, то заставьте меня поверить в Бога“».
Осознание собственной гомосексуальности приходит к Курту в начале первого сезона. Сцена, в которой он признаётся отцу, была дословно взята из собственной жизни Мёрфи, который является открытым геем. Он считал, что показать такую сцену особенно важно, так как геи, изображаемые в кино, зачастую подвергаются гонениям как со стороны сверстников, так и со стороны родителей, а героев, которые открыто заявляли о своей нетрадиционной ориентации и при этом достигали побед и триумфов, в целом не так много. Мёрфи добавил: «Это шоу о том, как быть довольным собой, в конце концов. У персонажей-геев не бывает счастливого конца. И знаете, о чём я подумал? Хватит!». Колфер рассказал, что главной проблемой на съёмочной площадке стало то, как показать персонажа не только комедийным, но и драматическим, так как впервые появился такой герой, чья сексуальность сделала его уважаемым и позволила ступить на достойный путь.
Разборчивость Курта в веяниях моды регулярно находит отражение на экране. Художник по костюмам Лу Эрич рассказала в интервью изданию Seattle Times, что Курт является одним из её любимых персонажей: «Он никогда, никогда не повторяется, и это даёт возможность себя творчески преподнести. Он идеальная кукла для примерки». Эрич отметила, что несмотря на финансовые ограничения его отца-автомеханика, Курт имеет обширный гардероб из дорогих вещей.

### Отношения
Курт близок со своим отцом, Бертом, который поддерживает сына после того, как тот совершает каминг-аут в четвёртом эпизоде первого сезона, и по ходу сериала их отношения становятся только крепче. Курт был влюблён дважды. Первые намёки появляются в серии «Acafellas», когда он признаётся Мерседес, что испытывает чувства, но не уточняет к кому. Мерседес ошибочно предполагает, что это Рейчел, главная солистка «Новых горизонтов», но позже Курт сам признаётся ей, что он гей, однако умалчивает об объекте своих симпатий — Финне, капитане футбольной команды и лидирующем солисте хора. После намёков Курта о своих чувствах Финну, их отношения становятся напряжёнными, а Курт прибегает к своего рода махинациям, пытаясь получить шанс быть вместе с Финном, например, знакомит своего отца с матерью Финна, и отчасти добивается своего — их родители влюбляются и решают жить вместе, однако Финн в жёсткой форме отказывает Курту, объясняя, что он не воспринимает его как партнёра. Эпизод, в котором Барт защищает сына от нападок Финна и в грубой форме предупреждает его, что не потерпит оскорбительных фраз в адрес Курта, рецензент сайта IGN назвал «одним из самых тяжёлых эпизодов во всём сериале».
Перед началом съёмок второго сезона Мёрфи подтвердил, что у Курта появится новый романтический интерес. По словам актёра Корда Оверстрита, его персонаж Сэм Эванс изначально был задуман как новый возлюбленный Курта, однако позже сюжет был скорректирован, и Сэм стал парой участнице хора Куинн Фабре (Дианна Агрон). В начале второго сезона Курт знакомится с Блейном Андерсоном — участником соперничающего хора «Соловьи» частной академии Далтон. Блейн поначалу проявил себя в качестве наставника Курта. Мёрфи заявил, что именно эти отношения дойдут до ожидаемой романтической развязки, но прежде, чем планировать её, он хотел бы понаблюдать за общественной реакцией на их дружбу. Он прокомментировал: «Часть меня думает, что он должен стать бойфрендом, а часть думает, что просто учителем. Я не хотел бы это решать, пока мы не доберёмся до середины сезона». Курт покинул школу МакКинли и перевёлся в академию Далтон, где и влюбился в Блейна, хотя сам Блейн считал его не более, чем близким другом. Когда Курт исполняет композицию группы The Beatles «Blackbird» в эпизоде «Original Song», Блейн осознаёт свои чувства к Курту и целует его. Даррен Крисс, исполнитель роли Блейна, сказал: «Все мы хотим видеть Курта счастливым, и подобно всем великим историям любви, если у вас есть два человека, которые могут быть вместе, вы должны удержать их». Мёрфи, воображая потенциальное совместное будущее Курта и Блейна, относится к ним так же, как и к другим сформировавшимся парам сериала. Фэлчак отметил, что как и у всех, их отношения не будут гладкими, и добавил, что когда кто-либо начинает встречаться, «всё идёт в ад». Крис Колфер предположил, что возвращение Курта в МакКинли может стать причиной трудностей в их отношениях, однако отметил, что порой расстояние идёт на пользу: «Ведь разлука укрепляет чувства, верно? Вот что мне говорят. Потому даже если они проходят через какие-либо трудности пути, это выглядит более реалистичным». В эпизоде «Born This Way» Курт возвращается в «Новые горизонты», а во время прямого эфира, где актёры отвечали на вопросы зрителей, Крис заявил, что в отношениях Курта и Блейна был этап «медового месяца», и они по-прежнему останутся вместе и в дальнейшем. Пара Курт Хаммел—Блейн Андерсон была положительно воспринята критиками, а Джаред Висселман из New York Post назвал их одной из «лучших телевизионных пар тысячелетия». Однако обещанные «трудности в отношениях» стартуют уже в начале третьего сезона: в эпизоде «The First Time» появится новый персонаж — Себастьян, роль которого сыграет бродвейский актёр Грант Гастин. Себастьян — открытый гей, новый солист хора академии Далтон и оказывает Блейну знаки внимания. По словам Райана Мёрфи, Себастьян — интриган и главный «злодей» первой половины сезона; его цель — рассорить Блейна и Курта, образовав «любовный треугольник». Колфер кратко прокомментировал сюжетный ход, отметив только, что роль Себастьяна будет «значительной», и после прочтения сценария сравнив отношения между Блейном и Куртом с отношениями Люси и Рики из американского ситкома «Я люблю Люси», причём Люси — это Курт.

## Музыкальные выступления
В образе Курта Крис Колфер исполнил в шоу ряд песен, которые были выпущены в качестве синглов, доступны в свободном скачивании в Интернете и вошли в альбомы саундтреков сериала. В эпизоде «Wheels» Курт спел композицию «Defying Gravity» из бродвейского мюзикла «Злая». Мёрфи выбрал «Defying Gravity» именно для Колфера после того, как тот рассказал одну из школьных историй, когда один из преподавателей не позволил ему исполнить именно эту партию, так как она предназначена для женщины. Мёрфи добавил: «Я нашёл способ вписать её в сериал, так как, в двух словах, это шоу о том, как кто-то говорит, что не может сделать что-то из за того, как его воспримут после, а не из-за своих реальных способностей». Колфер, описывая свои эмоции по поводу исполнения партии, заявил, что «безусловно, страшно сделать что-то, о чём ты мечтал в течение длительного периода. Я знаю, что я определённо не самый лучший солист, но я думаю, подтекст здесь таков, что можно сделать что-то за пределами границ, поставленных другими». Колфер позже выпустил эту композицию в качестве сингла вместе с другой версией в исполнении актрисы Лии Мишель, персонаж которой, Рейчел, в сериале соревновалась с Куртом за право исполнения песни. Третья выпущенная версия была исполнена дуэтом Колфера и Мишель, аналогично тому, как песня появилась в сериале, смонтированная под импровизированный дуэт. Это версия добралась до тридцать первого места в Billboard Hot 100, а также вошла в первый альбом саундтреков к сериалу — Glee: The Music, Volume 1.

В эпизоде «Grilled Cheesus», когда хористы поют песни о религии и духовности, Курт исполняет песню The Beatles «I Want to Hold Your Hand» из фильма-мюзикла «Через Вселенную», посвятив её своему отцу, который находился в коме. Мёрфи заявил, что было бы легко заставить атеиста Курта петь антирелигиозные песни, но вместо этого он выбрал песню о любви. Среди критиков возникли разногласия относительно правильности такого хода Мёрфи. Энтони Бениньо из Daily News сказал, что «было особенно дико услышать, как Курт поёт „я хочу стать твоим“ своему отцу». Однако Джессика Дершовитц из CBS News и обозреватель телеканала MTV Али Семигран положительно высказались об исполнении Курта, добавив, что это преподнесло композицию в новом свете и помогло ей обрести новый смысл, а Семигран назвал эпизод своим любимым. В серии «Special Education», когда Курт получил возможность пройти прослушивание в хор «Соловьи», он обращается к Рейчел за советом по выбору песни, и она рекомендует ему выбрать «Don’t Cry for Me Argentina» из мюзикла «Эвита»; эпизод снова был смонтирован так, что Курт и Рейчел исполнили песню в некоем подобии дуэта. Позже оба актёра выпустили сингл «Don’t Cry for Me Argentina», который был доступен в Интернете, но не вошёл в альбом. В эпизоде «A Very Glee Christmas» Курт и Блейн исполнили дуэтом композицию «Baby, It’s Cold Outside», которая вошла в сборник Glee: The Music, The Christmas Album и хотя не была выпущена в качестве сингла, достигла пятидесятой строчки в Billboard Hot 100.
Получив место в «Соловьях», Курт вместе с Блейном поёт песню «Animal» группы Neon Trees, а также «Blackbird» The Beatles в серии «Sexy», а тремя сериями позднее — «Candles» дуэта Hey Monday вместе с Блейном. Все три песни вошли в альбом Glee: The Music Presents the Warblers, который вышел в апреле 2011 года.
Выступления Колфера были положительно восприняты критиками. В частности, Меган Браун из The Atlantic назвала исполнение «As If We Never Said Goodbye» в серии «Born This Way» «самым потрясающим во всех мыслимых отношениях», отметив эмоциональную вложенность и музыкальность Криса. Сандра Гонсалез из Entertainment Weekly также высказалась одобрительно: «Курт, по-видимому, приобрёл несколько полезных пунктиков у своих братьев из „Соловьёв“ и стал даже лучшим сольным исполнителем, чем я помню. Самым приятным стала нежность Курта, которую он привнёс в эту песню, и которая вряд ли могла бы быть скопирована другим участником хора». Майк Слезак из TVLine в своём обзоре оценил исполнение Курта наивысшей оценкой «A»: «Я чувствую, что в этом сезоне не было слишком много сильных музыкальных моментов с участием Курта, но этот номер, который толкнул Криса Колфера на фальцет впечатляющей высоты, заполнил собой дефицит».
| Название                                  | Оригинал                         | Эпизод                               | Комментарий | Примечание    |
| ----------------------------------------- | -------------------------------- | ------------------------------------ | ----------- | ------------- |
| «Mr. Cellophane»                          | «Чикаго»                         | 1.01 «Pilot»                         | Соло        | [ 82 ]        |
| «Defying Gravity»                         | Злая                             | 1.09 «Wheels»                        | Дуэт        | [ 83 ]        |
| «4 Minutes»                               | Мадонна                          | 1.15 «The Power of Madonna»          | Дуэт        | [ 84 ]        |
| «A House Is Not a Home»                   | Дайон Уорвик                     | 1.16 «Home»                          | Дуэт        | [ 85 ]        |
| «Pink Houses»                             | Джон Мелленкамп                  | 1.18 «Laryngitis»                    | Соло        | [ 86 ]        |
| «Rose’s Turn»                             | ''Gypsy: A Musical Fable''       | 1.18 «Laryngitis»                    | Соло        | [ 86 ]        |
| «I Want to Hold Your Hand»                | Через Вселенную **               | 2.03 «Grilled Cheesus»               | Соло        | [ 87 ]        |
| «Le Jazz Hot!»                            | Виктор/Виктория                  | 2.04 «Duets»                         | Соло        | [ 88 ]        |
| «Get Happy» / «Happy Days Are Here Again» | Джуди Гарленд / Барбра Стрейзанд | 2.04 «Duets»                         | Дуэт        | [ 88 ]        |
| «Don’t Cry for Me Argentina»              | Эвита                            | 2.09 «Special Education»             | Дуэт        | [ 89 ]        |
| «Baby, It’s Cold Outside»                 | Фрэнк Лессер                     | 2.10 «A Very Glee Christmas»         | Дуэт        | [ 90 ]        |
| «Animal»                                  | Neon Trees                       | 2.15 «Sexy»                          | Дуэт        | [ 91 ]        |
| «Blackbird»                               | The Beatles                      | 2.16 «Original Song»                 | Соло        | [ 92 ]        |
| «Candles»                                 | Hey Monday                       | 2.16 «Original Song»                 | Дуэт        | [ 92 ]        |
| «As If We Never Said Goodbye»             | Бульвар Сансет                   | 2.18 «Born This Way»                 | Соло        | [ 93 ]        |
| «Some People»                             | ''Gypsy: A Musical Fable''       | 2.21 «Funeral»                       | Соло        | [ 94 ]        |
| «For Good»                                | Злая                             | 2. 22 «New York»                     | Дуэт        | [ 95 ]        |
| «Ding-Dong! The Witch Is Dead»            | Волшебник страны Оз              | 3. 01 «The Purple Piano Project»     | Дуэт        | [ 96 ] [ 97 ] |
| «I’m the Greatest Star»                   | ''Funny Girl''                   | 3. 02 «I Am Unicorn»                 | Соло        | [ 98 ]        |
| «Perfect»                                 | Pink                             | 3.07 «I Kissed a Girl»               | Дуэт        | [ 99 ]        |
| «Let It Snow»                             | Вон Монро                        | 3.09 «Extraordinary Merry Christmas» | Дуэт        | [ 100 ]       |

* Композиции, исполненные персонажем без сольных партий в составе хора «Новые горизонты» или «Соловьи», не включены в список
** Оригинальная версия композиции принадлежит группе The Beatles, однако в эпизоде был использован вариант медленной баллады из фильма «Через Вселенную»

## Реакция

### Отзывы и критика
За свою роль Курта Хаммела Колфер получил преимущественно положительные отзывы. Джеймс Понивозик из издания Time посчитал, что выход актёра из тени удался, а также высоко оценил игру Криса в эпизоде признания отцу о своей сексуальной ориентации и в целом сцены разговора Барта и Курта, назвав их отличным «примером общения юного и взрослого поколения». Рик Бэнтли из ''McClatchy Newspapers'' отметил игру актёра в серии «Home» и посчитал, что она заслуживает премии «Эмми». Роберт Камминг, обозреватель ресурса IGN, высказал мнение, что эпизод «Grilled Cheesus», сюжетная линия которого строится на известии об атеизме Курта и его заботе о отце, твёрдо доказывает роль Курта как одного из самых влиятельных персонажей всего сериала. Лиза Респерс Франс из CNN назвала эпизод лучшим в плане игры Колфера и самым явным претендентом на «Эмми».
Мнения критиков об эпизоде «Never Been Kissed» разделились. Некоторые, к примеру, Линда Холмс из NPR, посчитали показанный поворот сюжета «абсурдным»; факт того, что Карофски скрывал латентную гомосексуальность за агрессивной гомофобией, показался им неправдоподобным, а сцена с поцелуем Карофски и Курта — «эмоционально и поведенчески слабой». Лиа Энтони Либреско из ''Huffington Post'' назвала эпизод «чрезвычайно контрпродуктивным» и не одобрила развязку сюжета, где выясняется, что Кафроски всё время третировал Курта в качестве способа решения вопроса собственной сексуальной ориентации. Она нашла советы, данные Курту Блейном, «вводящими в заблуждение и опасными», особенно утверждение, что подростки, которые подвергаются нападкам со стороны сверстников, должны уметь ударить в ответ вместо того, чтобы прибегать к приёмам самозащиты. Понивозик также отметил схожие недостатки эпизода, но, по его мнению, его спасла игра Криса Колфера как центрального персонажа, который, «вероятно, самый сильный актёр и самый интересный персонаж среди ребят „Хора“».
История любви Курта и Блейна была одобрена критиками, особенно в эпизоде «Original Song», где герои впервые целуются. Кэти Морган из Billboard отметила: «Это затягивало их достаточно долго, но мы рады, наконец, увидеть Курта счастливым». Марк Херигард из ''Boston Herald'' в своём обзоре высказался: «Это было совершенно, мило и романтично. Это давно назревало, но появится растущий легион критиков, которые будут недовольны темпами этой истории и тем, что Курт навсегда, казалось бы, погряз в страданиях» . Кевин Фэллон из The Atlantic нашёл сцену поцелуя приятной и заявил, что был рад тому, что её не сопровождали никакие разногласия. Али Семигран из MTV нашёл сцену «милой, настоящей, шокирующей и не раздутой, а оба актёра справились с ней с уважением к друг другу и честностью». Однако, после выхода 26 апреля 2011 года эпизода «Born This Way», одной из центральных тем которого стало возвращение Курта в МакКинли и выяснение отношений с Карофски и помощь Курта в определении его сексуальности, а также развитие отношений Курта и Блейна и прощальная серенада Блейна, в интервью для ABC News консервативный критик Дэн Гейнор заявил, что для Райана Мёрфи это было «последней развратной инициативой по продвижению своей гомосексуальной тематики», а также дополнил: «Это взгляд исключительно Райана Мёрфи, а не большей части Америки, на то, как должно проходить взросление. Это школа, в которую большая часть родителей не захочет отдавать своих детей». После эпизода с поцелуем Курта и Блейна, в котором появилась американская актриса и защитница прав ЛГБТ Кэти Гриффин в образе политика «типажа Сары Пэйлин» и участницы Чайной партии, Виктория Джексон, бывшая участница шоу Saturday Night Live и активный деятель консервативного Движения чаепития, высказала свою реакцию в колонке издания WorldNetDaily: «Вы видели серию „Хора“ на этой неделе? Тошнотворно! <…> И кроме того, проталкивая свои гей-вещи в наши глотки, они снова насмехаются над христианами. Интересно, что у них на очереди? Эй, продюсеры „Хора“, что у вас на повестке дня? Никому не нужная толерантность?», — тем самым отметив негативную реакцию на сериал религиозного сообщества. В рамках опроса, проводимого одним из христианских сайтов с целью узнать мнение родителей о телесериале, один из опрошенных высказался о Курте следующим образом:
Боюсь, создатели шоу позволили себе опасно погрязнуть в представлении в качестве фетиша этого молодого человека в дорогих одеждах. После просмотра у детей может возникнуть желание поэкспериментировать с подобным радикальным выбором гардероба. Почему всё, что он носит, такое вычурное и яркое? Мы должны догадаться, откуда у него средства на покупку таких излишеств? И почему он покинул футбольную команду? Сделают ли создатели что-нибудь похуже, чем гомосексуальный поцелуй?

### Награды
Колфер был удостоен нескольких наград за свою роль в «Хоре». На 68-й церемонии вручения премии «Золотой глобус» он был удостоен награды в номинации «Лучший актёр второго плана в сериале или мини-сериале». Его игра принесла ему строчку в списке Time 100 журнала Time в 2011 году, в который входят сто самых влиятельных людей планеты. В 2009 году актёрский состав сериала получил награду Diversity Awards в категории «Лучший новый актёрский состав», а в 2010 году ЛГБТ-сайт AfterElton.com назвал Криса Колфера лучшим в номинациях «Прорыв года», «Лучший актёр телевидения» и «Человек года среди геев и бисексуалов», который также поставил Курта на седьмое место в списке лучших персонажей-геев всех времён. Ресурс прокомментировал свой выбор: «Образ Курта, исполненный Крисом, во многих отношениях изменил стереотипы о геях». Колфер был признан лучшим актёром телесериала на вручении наград Teen Choice Awards в 2010 году, а также вместе с другими актёрами «Хора» стал лауреатом премии в номинации «Лучший актёрский состав в комедийном сериале» по версии Гильдии киноактёров США. На вручении наград Dorian Awards в 2011 году Колфер вместе со своей коллегой по сериалу, Джейн Линч, получил премию в категории «Лучший актёрский состав в комедийном телесериале». В дополнение к собственному «Золотому глобусу» в 2010 году, Колфер вместе с коллегами по серилу стал лауреатом награды в номинации «Лучший телевизионный сериал — комедия или мюзикл», а в том же году — GLAAD Media Awards также как лучшему телесериалу года. Колфер также номинирован на премию «Выбор народа» в категории «Лучший актёр в комедийном телесериале». Результаты будут объявлены 11 января 2012 года.
Помимо побед, Колфер неоднократно номинировался на соискание нескольких наград. На 62-й церемонии вручения наград «Эмми» Крис был номинирован как «Лучший актёр второго плана в комедийном телесериале» за свою игру в эпизоде «Laryngitis», а в следующем году — в той же категории за эпизод «Grilled Cheesus». В 2009 и 2010 годах он был номинирован на премию «Спутник» как «Лучший актёр второго плана в телесериале, мини-сериале или телевизионном фильме», а также на награду Гильдии киноактёров США за «Лучшую мужскую роль в комедийном сериале» и вместе с остальными актёрами — за «Лучший актёрский состав в комедийном сериале».